# Liste der Staatsoberhäupter 875
Übersicht
◄◄ | ◄ | 871 | 872 | 873 | 874 | Liste der Staatsoberhäupter 875 | 876 | 877 | 878 | 879 | ► | ►►

Weitere Ereignisse

## Afrika
- Ägypten
  - Herrscher: Ahmad ibn Tulun (868–884)
- Aghlabiden
  - Emir: Abu l-Gharaniq Muhammad II. (863–875)
  - Emir: Abū Ishāq Ibrāhīm II. (875–902)
- Idrisiden in Marokko
  - Imam: Ali II. ibn Umar (866–ca. 885)
- Rustamiden
  - Imam: Muhammad ibn Aflah (874–894)

## Asien
- Bagan
  - König: Pyinbya (874–906)

- Champa
  - König: Indravarman II. (854–898)

- China
  - Kaiser: Tang Xizong (873–888)

- Indien
  - Östliche Chalukya
    - König: Vijayaditya III. (849 – 892)

  - Chola
    - König: Vijayalaya (848–881)

  - Pala
    - König: Narayanapala (854–908)

  - Pallava
    - König: Nirupathungan (850–882)

  - Pandya
    - König: Varagunavarman II. (862–880)

  - Pratihara
    - König: Samrat Mihir Bhoja Mahan (836–885)

  - Rashtrakuta
    - König: Amoghavarsha I. (814–878)

- Iran
  - Saffariden
    - Herrscher: Abu Jusuf Jaqub (861–879)

  - Samaniden
    - Herrscher: Nasr I. (874–892)

- Japan
  - Kaiser: Seiwa (858–876)

- Khmer
  - König: Jayavarman III. (850–877)

- Korea
  - Balhae
    - König: Myungjong Kyung (871–894)

  - Silla
    - König: Gyeongmun (861–875)
    - König: Heongang (875–886)

- Kalifat der Muslime
  - Kalif: al-Mu'tamid (870–892)

- Mataram
  - König: Kayuwangi (850–898)

- Nanzhao
  - König: Meng Shilong (859–877)

- Tao-Klardschetien
  - Kuropalat: Bagrat I. (830–876)

## Europa
- Bulgarien
  - Khan: Boris I. (852–889)

- Byzantinisches Reich
  - Kaiser: Basileios I. (867–886)

- England (Heptarchie)
  - East Anglia
    - König: Oswald (874–875)

  - Jórvík
    - König: Halfdan Ragnarsson (875–877)

  - Mercia
    - König: Ceolwulf II. (874–879)

  - Northumbria
    - König: Ricsige (872–876)

  - Wessex
    - König: Alfred der Große (871–899)

- Westfrankenreich
  - Kaiser: Karl der Kahle (843–877)
  - Maine
    - Graf: Gauzfried (865–886)

  - Grafschaft Toulouse
    - Graf: Bernard Plantevelue (872–885)

- Ostfrankenreich
  - König: Ludwig der Deutsche (843–876)
  - Böhmen
    - Herzog: Bořivoj I. (875–889)

  - Flandern
    - Graf: Balduin I. (863–879)

  - Sachsen
    - Herzog: Brun (866–880)

- Italien
  - Kirchenstaat
    - Papst: Johannes VIII. (872–882)

  - Neapel
    - Herzog: Sergius II. (870–877)

  - Salerno
    - Fürst: Waifar (861–880)

  - Toskana
    - Herzog: Adalbert I. (846–884)

  - Venedig
    - Doge von Venedig: Orso I. Particiaco (864–881)

- Kiewer Rus
  - Großfürst: Rjurik (862–879)

- Mährerreich
  - Fürst: Svatopluk I. (871–894)

- Norwegen
  - König: Harald I. (872–933)

- Raszien
  - Großžupan: Mutimir (860–890)

- Schottland
  - Königreich Schottland
    - König: Konstantin I. (863–877)

  - Strathclyde
    - König: Run (872–878)

- Spanien
  - Asturien
    - König: Alfons III. (866–910)

  - Grafschaft Barcelona
    - Graf: Bernhard von Gothien (865–878)

  - Emirat von Córdoba
    - Emir: Muhammad I. (852–886)

  - Navarra
    - König: García Íñiguez (852–882)

- Wales
  - Gwynedd und Powys
    - Fürst: Rhodri der Große (854–878)